# Giuse Trần Xuân Tiếu
Giuse Trần Xuân Tiếu (20 tháng 8 năm 1944 – 7 tháng 1 năm 2025) là một Giám mục của Giáo hội Công giáo tại Việt Nam. Ông từng đảm trách vai trò Giám mục chính tòa của Giáo phận Long Xuyên, từ năm 2003 đến năm 2019. Ngoài ra, giám mục Tiếu cũng từng đảm nhận vai trò Chủ tịch Ủy ban Giáo dân trực thuộc Hội đồng Giám mục Việt Nam trong hai nhiệm kỳ liên tiếp: 2010 – 2013 và 2013 – 2016. Khẩu hiệu Giám mục của ông là "Để tất cả nên một".

## Thân thế và tu tập
Giám mục Trần Xuân Tiếu sinh ngày 20 tháng 8 năm 1944 (theo giấy Rửa Tội) hoặc 1945 tại Phú Ốc, nay thuộc phường Lộc Hòa, thành phố Nam Định, tỉnh Nam Định, thuộc Tổng Giáo phận Hà Nội nhưng theo gia đình di cư vào Nam 1954. Song thân cậu Tiếu là ông Giuse Trần Bá Vơn và bà Maria Madalena Trần Thị Thư và gia đình có năm người con, ba trai và hai gái. Năm 12 tuổi (1957), gia đình đưa cậu bé Tiếu nhập học tại Tiểu chủng viện Pio XII Hà Nội, Chợ Lớn. Linh mục nghĩa phụ là linh mục Antôn Trần Văn Bật. Từ năm 1962, cậu học tại Tiểu Chủng viện Sài Gòn.
Sau thời gian học tại Tiểu chủng viện, năm 1965, chủng sinh Trần Xuân Tiếu được gửi sang Roma học Triết và Thần học của Đại học Giáo hoàng Urbaniana. Chủng sinh Tiếu đã học tại đây cho đến năm 1973.
Ngoài tiếng Ý, Giám mục Tiếu còn thông thạo nhiều ngoại ngữ khác như: Anh, Pháp, Đức, Latinh.
Giám mục Giuse Trần Xuân Tiếu được đánh giá và ghi nhận là người có tinh thần cởi mở, vui vẻ, hiền lành, dễ gần. Giám mục Phêrô Nguyễn Văn Khảm, Giám mục Giáo phận Mỹ Tho là học trò của Ngài đã nhận xét về Ngài là một con người khiêm tốn, hiền hoà, giản dị, dễ gần gũi, dễ trò chuyện.
Giám mục Giuse Trần Văn Toản - vị kế nhiệm Giám mục Tiếu nhận xét: Ngài có trí thông minh rất sắc sảo, nhanh nhẹn, vui tuơi, lạc quan và ơn gọi rất an toàn.

## Thời kỳ linh mục
Sau một thời gian thực tập, Phó tế Trần Xuân Tiếu được thụ phong linh mục ngày 10 tháng 8 năm 1974 tại nhà thờ giáo xứ Nam Thái, Tổng Giáo phận Sài Gòn, với vai trò linh mục thành viên linh mục đoàn Giáo phận Long Xuyên. Tân linh mục sau đó được bổ nhiệm đảm trách vai trò thư ký của Giám mục Giáo phận Long Xuyên Micae Nguyễn Khắc Ngữ. Năm 1995, ông kết thúc nhiệm vụ ở Tòa Giám mục, được bổ nhiệm làm linh mục chính xứ Giáo xứ Chính tòa Giáo phận Long Xuyên và Giáo sư Thần học luân lý ở Đại Chủng viện Thánh Quý Cần Thơ.
Trong khoảng thời gian từ năm 1995 đến năm 1998, linh mục Trần Xuân Tiếu đảm nhận vai trò linh mục Chánh xứ Nhà thờ chính tòa Long Xuyên. Cũng trong thời gian này, năm 1998, linh mục Tiếu được bổ nhiệm làm Giáo sư Thần học Luân Lý tại Đại chủng viện Thánh Quý Cần Thơ và linh mục Tổng Đại diện Giáo phận Long Xuyên.

## Thời kỳ giám mục
Ngày 3 tháng 6 năm 1999, Tòa Thánh bổ nhiệm cùng lúc ba tân giám mục cho Giáo hội Công giáo Việt Nam, cụ thể: linh mục Giuse Trần Xuân Tiếu làm Giám mục phó Long Xuyên, linh mục Phêrô Nguyễn Soạn làm Giám mục chính tòa Giáo phận Qui Nhơn và linh mục Giuse Ngô Quang Kiệt làm Giám mục chính tòa Giáo phận Lạng Sơn và Cao Bằng – vị giám mục đến năm 2005 trở thành Tổng giám mục Tổng giáo phận Hà Nội.
Lễ tấn phong cho hai tân giám mục xuất thân giáo phận Long Xuyên là Giám mục Trần Xuân Tiếu và Ngô Quang Kiệt được tổ chức vào ngày 29 tháng 6 năm 1999. Phần nghi thức truyền chức chính yếu cho hai tân giam mục được cử hành bởi Chủ phong là Giám mục Gioan Baotixita Bùi Tuần, giám mục chính tòa Long Xuyên và hai vị phụ phong là giám mục Emmanuel Lê Phong Thuận, giám mục chính tòa Giáo phận Cần Thơ và giám mục Giáo phận Thái Bình Phanxicô Xaviê Nguyễn Văn Sang. Lễ phong chức có sự hiện diện của 15 tổng giám mục và giám mục và gần 400 linh mục đồng tế.
Ngày 2 tháng 10 năm 2003, Tòa Thánh chấp thuận đơn xin hồi hưu của Giám mục Gioan Baotixita Bùi Tuần, giám mục chính toà Long Xuyên. Giám mục Tuần hồi hưu, với cương vị giám mục phó, giám mục Trần Xuân Tiếu kế nhiệm chức vụ Giám mục chính tòa Giáo phận Long Xuyên, Việt Nam.
Ngày 1 tháng 5 năm 2010, Giám mục Trần Xuân Tiếu ký sắc lệnh thành lập dòng Mến Thánh Giá Long Xuyên.
Trong hai nhiệm kỳ liên tiếp, kéo dài từ năm 2010 đến năm 2016, Giám mục Tiếu đảm nhận vai trò Chủ tịch Ủy ban Giáo Dân trực thuộc Hội đồng Giám mục Việt Nam.
Ngày 25 tháng 8 năm 2017, Văn phòng Báo chí Tòa Thánh loan tin Giáo hoàng Phanxicô quyết định bổ nhiệm Giám mục Giuse Trần Văn Toản, hiện là Giám mục Phụ tá Giáo phận Long Xuyên, Hiệu tòa Acalisso làm Giám mục Phó Giáo phận Long Xuyên với quyền kế vị. Với quyền kế nhiệm, Giám mục Toản đương nhiên kế vị chức Giám mục chính tòa Giáo phận khi Giám mục Tiếu từ nhiệm hoặc qua đời.
Trong thời kỳ giám mục Trần Xuân Tiếu làm Giám mục chính tòa Long Xuyên, ông đã nhiều lần viết kiến nghị với chính quyền trao trả lại cơ sở Đại chủng viện Thánh Tôma cho giáo phận sinh hoạt mục vụ. Đơn kiến nghị được giám mục Tiếu kiên nhẫn hàng năm, cứ vào tháng 3, dịp lễ kính Thánh Giuse viết và gửi đơn. Việc xin lại cơ sở này, có sự góp sức của nguyên giám mục Gioan Baotixita Bùi Tuần, nêu lên ước nguyện tuổi già là xin lại cơ sở này.
Ngày 23 tháng 2 năm 2019, Tòa Thánh loan báo Giáo hoàng đã chấp thuận đơn từ nhiệm của Giám mục Tiếu. Giám mục Phó Giuse Trần Văn Toản đương nhiên kế vị trở thành Giám mục chính tòa Giáo phận Long Xuyên. Trong Tâm Thư cho công bố cùng ngày, Giám mục Tiếu cho biết ông đã cố gắng chu toàn bổn phận của một giám mục trong suốt 20 năm qua, đồng thời có lời cảm tạ đến các thành phần giáo phận đã hỗ trợ ông thi hành sứ vụ.
Trong thời kỳ làm Giám mục, Giám mục Trần Xuân Tiếu quan tâm đến giáo dân bằng cách tổ chức và đào tạo họ. Ngoài ra, về vấn đề các cơ sở tôn giáo, ông cho xây dựng và kiến thiết lại các cơ sở của Giáo phận. Về các hội đoàn và phong trào Công giáo Tiến hành, Giám mục Tiếu đề cao sự thống nhất các hoạt động. Ngoài ra, giám mục Trần Xuân Tiếu cũng được đánh giá rằng có tinh thần đối thoại và cởi mở.
Trong bức thư đầu tiên trong cương vị Giám mục chính tòa Long Xuyên, giám mục Giuse Trần Văn Toản bày tỏ mong mỏi giám mục Tiếu tiếp tục đồng hành cùng giáo phận trong các sự kiện, đồng thời mong muốn tổ chức các dịp kỷ niệm của Giám mục Tiếu như mừng thọ 75 năm, 45 năm linh mục và 20 năm giám mục.
Sáng ngày 16 tháng 3 năm 2019, với lễ kỷ niệm 20 năm giám mục, 45 năm linh mục và thọ 75 tuổi. Buổi lễ được quyết định tổ chức các âm thầm, chủ trương không mời khách, không cử hành các nghi lễ trang trọng. Tham gia đồng tế ngoài giám mục Trần Xuân Tiếu còn có các linh mục, giám mục Trần Văn Toản. Tham dự thánh lễ có một ít giáo dân.

### Qua đời
Giám mục Giuse Trần Xuân Tiếu qua đời vào lúc 6 giờ 47 phút sáng ngày 7 tháng 1 năm 2025 tại Tòa Giám mục Long Xuyên, nguyên nhân qua đời có thể do xuất huyết dạ dày.
Theo cáo phó từ Toà Giám mục Long Xuyên thì Nghi thức Tẩm liệm Đức Cố Giám muc Giuse sẽ diễn ra lúc 10g30 sáng, ngày 7 tháng 1 cùng ngày và Thánh lễ An táng Đức Cố Giám mục Giuse sẽ diễn ra lúc 8g30 sáng, ngày 10 tháng 1 năm 2025 tại Nhà thờ Chính toà Long Xuyên. Trước đó, Giám mục Giuse Trần Văn Toản đã cử hành nghi thức tẩm liệm cho Đức Cố Giám mục Giuse tại Nhà nguyện Toà Giám mục Long Xuyên. Sau đó là các Thánh lễ cầu nguyện của các Giáo hạt và giờ kính viếng của các Linh mục, Tu sĩ, Chủng sinh, Dự tu và của các Hội đoàn trong và ngoài Giáo phận.
Thánh lễ An táng Đức Cố Giám mục Giuse Trần Xuân Tiếu đã được cử hành vào lúc 8g30 sáng, ngày 10 tháng 1 năm 2025 tại Nhà thờ Chính tòa Long Xuyên do Tổng Giám mục Giuse Nguyễn Năng chủ tế cùng sự hiện diện của Đức Hồng Y Phêrô Nguyễn Văn Nhơn, quý Đức Cha trong Hội Đồng Giám Mục Việt Nam. Sau Thánh lễ linh cữu Đức cố Giám mục được an táng tại khuôn viên Nhà thờ Chính tòa Long Xuyên bên cạnh phần mộ các vị tiền nhiệm là Đức Cha Micae Nguyễn Khắc Ngữ và Đức Cha Gioan Baotixita Bùi Tuần.

## Tông truyền
Giám mục Giuse Trần Xuân Tiếu được tấn phong giám mục năm 1999, thời Giáo hoàng Gioan Phaolô II, bởi:
- Chủ phong: Gioan Baotixita Bùi Tuần, giám mục chính tòa giáo phận Long Xuyên.
- Phụ phong: giám mục Emmanuel Lê Phong Thuận, giám mục chính tòa Giáo phận Cần Thơ và giám mục Giáo phận Thái Bình Phanxicô Xaviê Nguyễn Văn Sang.

Giám mục Giuse Trần Xuân Tiếu là Giám mục Chủ phong cho giám mục:
- Năm 2014, giám mục Giuse Trần Văn Toản, hiện đang là giám mục chính tòa Giáo phận Long Xuyên.

Dưới đây là sơ đồ tính Tông truyền từ giám mục Việt Nam đầu tiên được giám mục ngoại quốc chủ phong cho đến đời Giám mục Trần Xuân Tiếu.